# Armata di Napoli
L'Armata di Napoli (in francese: Armée de Naples) era un'unità dell'esercito francese che prese questo nome dopo la conquista di Napoli nel 1799. Era legata strettamente all'Armata d'Italia.

## Contesto bellico

L'Italia nel 1796

Barthélemy Catherine Joubert aveva appena pacificato l'Italia settentrionale, proclamando la Repubblica Piemontese il 10 settembre 1798. Il 6 dicembre 1798 Joubert occupò Torino, costringendo il re Carlo Emanuele ad abdicare, rinunciando a tutti i suoi possedimenti continentali e ritirandosi in Sardegna. Nel frattempo fu occupata anche la Toscana del granduca Ferdinando III.
Il re Ferdinando IV di Napoli, di ritorno dalla città, ordinò un massiccio attacco contro i francesi, ma contemporaneamente si ritirò a Palermo. Nominò Francesco Pignatelli, marchese di Laino vicario generale, ma la città si rivoltò contro di lui.
L'esercito che si trovava a Roma ricevette rinforzi da Joubert, portando la sua forza a 29 battaglioni e 21 squadroni: una forza di 24 000 fanti, 2 000 cavalieri e 2 000 artiglieri per un totale di 28 000 uomini, comprese le guarnigioni di Ancona e Castel Sant'Angelo. Il 20 dicembre questo esercito lasciò Roma, che aveva ricevuto l'ordine di disarmare, e avanzò su Napoli in cinque colonne. Gabriel Venance Rey, che era già all'inseguimento del nemico, prese la destra con dodici squadroni e dodici battaglioni. Aveva ordine di avanzare a Terracina attraverso l'Agro Pontino. Étienne Macdonald con tre squadroni e dodici battaglioni aveva l'ordine di attraversare Frosinone e Ceprano. Jean Étienne Championnet e il quartier generale seguirono questa colonna. La divisione di Louis Lemoine, forte di sei battaglioni e tre squadroni, aveva l'ordine di spingersi a Sulmona. Infine, gli undici battaglioni e tre squadroni dell'estrema sinistra comandati da Guillaume Philibert Duhesme ricevettero l'ordine di respingere il nemico a Pescara, quindi di seguire il fiume omonimo fino a Popoli e lì ricongiungersi a Lemoine. C'era una distanza troppo grande tra le colonne di destra e di sinistra. Per rimediare a ciò, Championnet diresse a una colonna di 800 uomini agli ordini del capo battaglione Maréchal per prendere la rotta che va da Tivoli e Vicovaro intorno al lago di Celano fino a Sulmona. Fu allestito un campo a Foligno per incontrare questo gruppo in caso di fallimento. Il cattivo stato delle strade fu quasi l'unica difficoltà che Maréchal dovette affrontare lungo il percorso. Ci fu una piccola battaglia tra le sue truppe e quelle del nemico il 27 e 28 dicembre al valico del Garigliano, ma i napoletani fuggirono in disordine dopo il primo scontro, abbandonando tutta la loro artiglieria. Il 30, Macdonald si accampò tra Venafro e la strada da San Germano a Capua, nei pressi di Caianello.
Questa debole resistenza ispirò Championnet a provare una strategia più decisiva. Allo stesso tempo, Karl Mack, che voleva un trattato di pace, mostrò le sue debolezze. Tuttavia, il generale francese non ricevette notizie delle sue colonne di sinistra a causa della neve che bloccava le comunicazioni. Dopo essere arrivato a Ceprano, gli richiamò la cavalleria di Rey. Dopo l'arrivo di Rey, Championnet decise di spingere a Calvi lungo il Volturno dietro il quale erano fuggiti gli ultimi resti delle colonne di Mack.

### Attacco a Capua
La linea napoletana si estendeva da Castellammare di Stabia alla foce del Volturno fino alla Scafa di Cajazzo (l'attuale Caserta). Ogni ala era composta da otto battaglioni e dieci squadroni, mentre il centro occupava Capua e la testa di ponte costruita in fretta e furia sulla sponda destra del fiume. Questa posizione altamente difendibile era piena di artiglieria. Championnet, che aveva dato un ultimatum senza risposta a Mack il 3 dicembre, ordinò la ricognizione della posizione nemica e soprattutto di Capua. L'attacco francese comprendeva tre colonne, una a sinistra, un'altra sulla strada principale e la terza a destra delle fortificazioni. Anche se il primo attacco affrontò una forte ridotta chiamata Sant'Antonio, i napoletani cedettero. Mack fu costretto a minacciare di far fucilare i disertori per mantenere i suoi uomini al loro posto.
In un primo momento Macdonald riuscì a sfruttare al meglio questo disordine, e stava per far distruggere le ultime fortificazioni quando Mack, temendo di perdere Capua, escogitò uno stratagemma: chiese a Macdonald un cessate il fuoco per il passaggio sicuro dell'ambasciatore della Repubblica Cisalpina, di ritorno a Milano da Napoli. Il generale francese accettò con riluttanza questa richiesta e il generale nemico approfittò del tempo per radunare le sue truppe e riorganizzarle a suo vantaggio. Dopo che l'ambasciatore se ne fu andato, la battaglia ricominciò. La ridotta di Sant'Antonio e tutte le sue fortificazioni caddero, ma l'assalto dell'artiglieria dalle mura, a cui i francesi non erano attrezzati per rispondere, fu così micidiale e costante che Macdonald fu costretto a ritirarsi. Nel frattempo, il braccio del generale Maurice Mathieu fu frantumato da una mitraglia. Macdonald portò con sé l'artiglieria napoletana catturata mentre tornava alle posizioni del mattino. Aveva perso circa 300 uomini quel giorno.

### Cattura di Gaeta
Il generale Rey, la cui piccola colonna di fanteria era stata rinforzata a Fondi da quella di François Étienne Kellermann, prese le gole di Itri e respinse a Gaeta le forze napoletane che la difendevano. Ispirato da questo successo, Rey decise di provare a prendere la città, che era difesa da 4 000 soldati armati di settanta cannoni, dodici mortai e ampiamente riforniti di munizioni e viveri e che avevano accesso alle sette piccole navi attraccate nel porto. Dopo un infruttuoso ultimatum, i francesi spararono diversi proiettili che appiccarono diversi incendi, terrorizzando gli abitanti e persino la guarnigione, che l'ottantenne governatore generale Tschudi ordinò di ritirarsi. Il generale e 63 ufficiali ebbero il vergognoso privilegio di essere rimandati a casa in attesa di uno scambio di prigionieri. La guarnigione rimase prigioniera. Oltre all'artiglieria e alle navi, le forze francesi presero 20 000 cannoni e attrezzature per la costruzione di ponti che presto avrebbero permesso a Rey di attraversare il Garigliano.

### Incontro con la colonna di Lemoine
La colonna di Rey raggiunse Capua ma Championnet decise di non rischiare un assedio senza ulteriori rinforzi necessari per un attacco decisivo. Era preoccupato per Lemoine e Duhesme di cui non aveva avuto notizie negli ultimi dieci giorni. Né aveva avuto notizie di Maréchal e dei suoi 800 uomini. Mandò un gruppo di 200 cavalieri a Sulmona per cercare di riprendere i contatti. Contemporaneamente, il generale Jean Baptiste Éblé stava mettendo insieme i materiali per un assedio a Gaeta.
Il 5 gennaio al comando giunse notizia che Lemoine, diretto a Venafro, era vessato da contadini in rivolta: aveva combattuto una sola battaglia contro i soldati napoletani. Quei soldati, dopo un'operazione micidiale seguita da un'occupazione di Popoli, si erano rivolti verso Sulmona e poi su Benevento. Lemoine, padrone di Popoli, aveva atteso lì diversi giorni nella speranza di notizie di Duhesme, ma poiché il numero dei contadini arrabbiati cresceva ogni giorno, si trasferì a Sulmona e lì si riunì alla colonna di Maréchal e ai 200 uomini inviati ad incontrarlo il 4. Il blocco di Capua si inasprì all'arrivo di Lemoine.

### Incontro con la colonna di Duhesme
Nel frattempo, dopo aver preso Civitella del Tronto, Duhesme marciò sul Vomano e su Scuzzano, dove combatté due battaglie contro le truppe di Micheroux. Divise le sue forze in tre colonne, due delle quali ne mandò a disperdere i sette-ottomila insorti che avevano appena preso Teramo e incendiato il ponte sul Tronto. La terza colonna si diresse a Pescara. Il 23 giunse davanti alla città, strategicamente importante per la sua posizione alla foce del fiume omonimo e perché controllava l'accesso all'unica strada abruzzese percorribile dall'artiglieria. Pescara aveva forti fortificazioni con formidabili artiglierie e abbondanti provviste per i suoi 2 000 soldati. Sembrava che le forze francesi avessero bisogno di un assedio ben organizzato che non potevano montare senza più artiglieria e rifornimenti per la costruzione di ponti per attraversare il fiume. L'aiutante generale Jean-Charles Monnier, che rimase vicino a Pescara, ebbe comunque la fortuna di entrare in città mentre Duhesme e il capo brigata Chariot si occupavano degli insorti. Il governatore, intimidito dalla ritirata di Micheroux e dal primo ultimatum che ricevette, si arrese immediatamente. Duhesme si salvò così dalla fatica di un lungo assedio grazie a un colpo di fortuna che fornì alle sue truppe tutto ciò di cui avevano bisogno. Dopo aver lasciato una debole guarnigione a Pescara, Duhesme raggiunse il resto dell'esercito passando per Sulmona e Isernia sul Volturno.

### Resa di Capua
L'insurrezione contro i francesi si espandeva ogni giorno grazie agli intrighi dei nobili e all'appoggio dei sacerdoti. Partendo dall'Abruzzo, si espanse fino alla Terra di Lavoro. Sessa Aurunca era il principale luogo di ritrovo degli insorti, che avevano ricevuto ordini e conducevano una guerra di sterminio contro i francesi. Lo stesso esercito francese che assediava Capua era circondato da innumerevoli insorti. Tuttavia, Championnet, le cui forze erano quasi a corto di munizioni e cibo, rifiutò l'offerta di Mack di dargli Capua a condizione di un armistizio, nonostante fosse in una situazione così critica. Championnet invece rinforzò la divisione di Lemoine con la leggendaria cavalleria del generale François Louis Forestier, che attraversò il Volturno al guado del Lago, e la cavalleria di Venafro giunse come rinforzo. Tutto il fronte francese era in guardia, stretto tra l'incudine e il martello. Mack non osò tentare nulla, nonostante questa posizione altamente vantaggiosa. Voleva evacuare Capua per armare i Lazzari e formare un campo trincerato sotto le mura di Napoli. Il viceré Pignatelli, al quale si appellava, era impotente, odiato dal popolo, e diffidato dai soldati. Presto non avrebbe visto scampo se non negoziando con i francesi; inviò due rappresentanti a Championnet che erano autorizzati a concordare qualsiasi cosa tranne l'evacuazione di Napoli.

### Armistizio
Championnet incontrò gli inviati di Pignatelli a Teramo in un momento in cui la situazione stava volgendo contro di lui e si rammaricava di non aver stretto un accordo con Mack. Infatti, il generale Santa-Agatha e la divisione Gambs rinforzati da tre battaglioni sembravano destinati a costringere la debole divisione di Lemoine nel Volturno, di cui difendevano la sponda sinistra, e poi a prendere alle spalle l'esercito francese. Le divisioni di Diego Naselli e Roger de Damas, tenute in mare da venti sfavorevoli, intendevano sbarcare alla foce del Garigliano. Championnet non sapeva cosa fosse successo a Duhesme. Decise, quindi, di accettare le proposte napoletane. L'11 gennaio il generale Bonamy, in rappresentanza di Championnet, nonché i principi di Miliano e il duca di Gesso, agenti del viceré, stipularono un trattato con il quale i francesi erano tenuti a fermarsi a Capua e a pagare due milioni e mezzo entro quindici giorni, e i nemici della Francia dovevano lasciare i porti del regno.

### Insurrezione dei Lazzari
I napoletani, infuriati per l'armistizio e sentendosi traditi dal viceré, e dal generale Mack, si armarono. Presero armi dalla divisione Damas quando sbarcò e anche dalla brigata Dillon, che Mack aveva inviato a Pignatelli per fermare l'insurrezione. Il viceré fuggì in Sicilia e anche Mack, che in un primo momento aveva creduto possibile riorganizzare l'esercito napoletano, dovette fuggire. Napoli era interamente sotto il potere degli insorti e visse in uno stato di anarchia per tre giorni. Girolamo Pignatelli, principe di Moliterno e Lucio Caracciolo, duca di Roccaromana, nominati capi dell'insurrezione grazie alla loro popolarità, riuscirono finalmente a sedare il disordine. I resti dell'esercito napoletano, minacciati dai ribelli Lazzari (o lazzaroni), cercarono rifugio negli accampamenti francesi. Tutto ciò che restava di questo esercito, raccolto a tanta spesa, fu disperso in due giorni.

### Nuova Divisione dell'Esercito francese
La colonna Duhesme raggiunse il resto dell'esercito, che era diviso in tre divisioni. Dufresne a destra sorvegliava la linea Regi-Lagni. La riserva, sotto Rey, si accampò a Caserta, la nuova sede dove Mack si era rifugiato vicino a Championnet. Acerra e Arienzo a sinistra furono occupate dalla 3ª Divisione sotto Duhesme. Il generale Lemoine fu incaricato di portare il trattato di pace al Direttorio francese e il generale Macdonald si era dimesso dopo un malinteso con Championnet.

## Cattura di Napoli
Dopo la fuga di Mack, i Lazzari attaccarono il fronte francese ad Aversa e in pochi altri luoghi. Questo attacco sembrò a Championnet costituire una violazione dell'armistizio, poiché l'autorità del viceré con cui aveva concluso il trattato era così poco rispettata. Pertanto, decise di attaccare lui stesso Napoli. Questa decisione gli attirò un'offerta di gruppo per mantenere l'armistizio e pagare una grossa somma se avesse rinunciato ad occupare la città, ma dubitava che queste azioni sarebbero state eseguite, quindi rifiutò l'offerta. Gli agenti della corte in assenza approfittarono di questa circostanza per far aumentare l'ira degli insorti. Questi ultimi nominarono due nuovi capi, Lazzari Michele Marino (detto 'o pazzo) e Antonio D'Avella, detto Pagliucchella. Nel frattempo Championnet, sollecitato dalle pacifiche fazioni napoletane ad occupare la città per porre fine al disordine e proteggerle dai Lazzari, acconsentì alla condizione che coloro che lo chiamavano in città si prendessero il Castel Sant'Elmo. Il suo esercito iniziò la sua marcia il 20 gennaio.
La divisione di Duhesme ebbe il difficile compito di prendere la porta Capuana e il ponte della Maddalena. Il colonnello Broussier prese quest'ultimo solo dopo una dura battaglia di sei ore. Il generale Monnier fu respinto nel suo primo attacco al cancello. Il capitano Ordonneau fallì in un secondo tentativo, ma il capo di stato maggiore Paul Thiébault attaccò per la terza volta e vi riuscì grazie al trucco di Duhesme di simulare una ritirata che attirò i napoletani in un'imboscata. I granatieri e gli inseguitori tesero un'imboscata, combattendo con le baionette quando i loro nemici fecero un dietrofront che respinse gli spaventati Lazzari e combatterono selvaggiamente attraverso il ponte. I francesi presero tutta l'artiglieria del nemico. "Questo è ciò che io chiamo ottenere un buon grado attraverso un buon cancello." disse Duhesme a Thiébault quando Championnet lo nominò aiutante generale sul campo di battaglia. Championnet tentò quindi un approccio pacifico che fu accolto male dagli insorti. Nello stesso momento in cui Moliterno e Rocca Romana, aiutati da 600 giovani, prendevano il Castel Sant'Elmo, Championnet inviò due battaglioni a prenderne possesso. Quella notte avvennero gli ultimi preparativi per l'attacco a Napoli. All'alba, Castel Sant'Elmo, sparando con i suoi cannoni ai Lazzari, dava il segnale di marciare a cinque colonne che volevano entrare in città da diverse direzioni. Rusca e Broussier, posti a sinistra con due terzi della divisione in due colonne di Duhesme, entrarono per la periferia di Capua e per il ponte della Maddalena e si ricongiungerono, respingendo le masse davanti a loro per il Castello del Carmine, le cui mura avevano l'ordine di scalare ma che si arresero senza opporre resistenza. Il gruppo della Porta di Nola cedette le armi con poca resistenza.
Kellermann, partito dal Serraglio, ricevette l'ordine di dirigersi al Castel Nuovo, ma incontrò un'intensa resistenza da parte del Poggio sostenuto da centinaia di albanesi, che respinse passo dopo passo fino al Largo del Castello. Il capo brigata Calvin, sebbene protetto da un'entrata portuale, se la cavò poco meglio. Dovette utilizzare le strade ai piedi del Castel Sant'Elmo per prendere posizione al Castel dell'Ovo e fu tenuto a bada da due colonne napoletane. A questo punto Michele Marino, fatto prigioniero da Rusca, viene portato davanti a Championnet. Championnet trattò bene i capi dei Lazzari e promise di rispettare San Gennaro, patrono di Napoli. Marino servì da intermediario per le persone. Una guardia d'onore data a San Gennaro, cosa che alcuni Lazzari videro con i propri occhi, produsse un effetto incredibile e le grida rabbiose cambiarono in "Viva i francesi!" Championnet approfittò di questo improvviso cambiamento di opinione per prendere tutti i forti. Le riserve si accamparono nelle piazze e il resto dell'esercito si accampò sugli altopiani che dominano la città.

## Creazione dell'Armata di Napoli
I francesi persero 600 uomini nella lotta per il Napoli. Anche le perdite napoletane furono notevoli. Prendendo Napoli, i francesi catturarono 60 cannoni, 6 bandiere e 4 000 soldati albanesi e svizzeri rimasti a Napoli dopo la dispersione dell'esercito napoletano. L'esercito francese ricevette il titolo di Armata di Napoli dal suo generale in una cerimonia il 25 gennaio. In tutte le chiese fu cantato un Te Deum e il generale in capo diede un proclama chiamando tutti i napoletani alla libertà e rassicurandoli sulla benevolenza del governo francese.

## Ordine di battaglia nel 1805
L'ordine di battaglia dell'Armata nel dicembre 1805 era:
- Comandante generale, tenente generale Laurent de Saint-Cyr
- Capo di Stato maggiore, Generale di brigata Jean Baptiste Franceschi-Delonne
- Capo di artiglieria, generale di brigata Salva (513 uomini)
  - 1º Reggimento d'artiglieria a cavallo
  - 19ª Compagnia del 2º Reggimento d'artiglieria a piedi
  - 3ª e 4ª Compagnie del 5º Reggimento d'artiglieria a piedi
  - Compagnie sconosciute del 3º Reggimento d'artiglieria a piedi
- Capo degli Ingegneri, Comandante di battaglione Michel
- 1ª Divisione, comandata dal generale di divisione Joseph Hélie de Montrichard
  - 9º Reggimento di Cacciatori a Cavallo (4 Squadroni)
  - 42º Reggimento di fanteria di linea (3 battaglioni)
  - 1º Reggimento leggero (3 battaglioni)
  - 4º Reggimento leggero (3 battaglioni)
  - Artiglieria (1 compagnia)
- 2ª Divisione, comandata dal generale di divisione Jean Reynier
  - 6º Reggimento di Cacciatori a Cavallo (4 Squadroni)
  - 3º Reggimento di fanteria (2 Battaglioni, dal Regno d'Italia)
  - 4º Battaglione del 1º Reggimento di fanteria svizzera (dalla Confederazione Svizzera)
  - 1º Battaglione del 32º Reggimento leggero
  - Artiglieria (1 compagnia)
- 3ª Divisione, comandata dal generale di divisione Giuseppe Lechi
  - 1º Reggimento di Cacciatori a Cavallo (4 Squadriglie, dal Regno d'Italia)
  - 2º Reggimento di fanteria (2 Battaglioni, dal Regno d'Italia)
  - 4º Reggimento di fanteria (2 Battaglioni, dal Regno d'Italia)
  - 5º Reggimento di fanteria (2 Battaglioni, dal Regno d'Italia)
  - Artiglieria (2 compagnie)
- 4ª Divisione
  - Reggimento di Ussari Polacchi (4 Squadroni)
  - 1ª Legione Polacca (3 battaglioni)
  - Artiglieria e ingegneri (1 compagnia)
- Divisione di riserva, comandata dal generale di brigata Luigi Gaspare Peyri
  - 7º Reggimento di Dragoni (4 Squadroni)
  - 28º Reggimento di Dragoni (4 Squadroni)
  - Artiglieria (1 compagnia)

## Composizione
I reggimenti e i distaccamenti che facevano parte dell'Armée de Naples includevano:

### Cavalleria
- 4º Reggimento di Cacciatori a Cavallo 4éme Régiment de Chasseurs à Cheval (1809–1812, trasferito al III Corpo di cavalleria della Grande Armata in preparazione della campagna di Russia)[2]
- 6º Reggimento Cacciatori a Cavallo 6éme Régiment de Chasseurs à Cheval (1804–1808, trasferito a nord all'Armata d'Italia)[3]
- 9º Reggimento Cacciatori a Cavallo 9éme Régiment de Chasseurs à Cheval (1807–1809, trasferito a nord all'Armata d'Italia)[4]
- 14º Reggimento Cacciatori a Cavallo 14éme Régiment de Chasseurs à Cheval (1806–1807, trasferito al VI Corpo della Grande Armata)[5]
- 19º Reggimento di Cacciatori a Cavallo 19éme Régiment de Chasseurs à Cheval (1806–1807, trasferito per unirsi all'assedio di Danzica)[6]
- 24º Reggimento Cacciatori a Cavallo 24éme Régiment de Chasseurs à Cheval (1806–1807, trasferito al VI Corpo della Grande Armata)[7]
- 25º Reggimento Cacciatori a Cavallo 25éme Régiment de Chasseurs à Cheval (1806–1809, trasferito a nord all'Armata d'Italia)[8]
- 7º Reggimento di Dragoni 7éme Régiment de Dragons (Invasione–1809, trasferito a nord all'Armata d'Italia)[9]
- 23º Reggimento di Dragoni 23éme Régiment de Dragons (Invasione-fine 1809, trasferito in Austria)[10]
- 24º Reggimento Dragoni 24éme Régiment de Dragons (1801–1808, trasferito in Spagna)[11]
- 28º Reggimento Dragoni 28éme Régiment de Dragons (1802–1807, trasferito in Spagna)[12]
- 29º Reggimento Dragoni 29éme Régiment de Dragons (1807–1809, spostato a nord all'Armata d'Italia)[13]
- 30º Reggimento Dragoni 30éme Régiment de Dragons (1805–1809, trasferito alla Grande Armata)[13]

### Fanteria
- 1º Reggimento di fanteria di linea 1ére Régiment d'Infanterie de Ligne (1806–1809, trasferito alla Grande Armata)[14]
- 6º Reggimento di fanteria di linea 6éme Régiment d'Infanterie de Ligne (1806–1813, trasferito a Berlino)[15]
- 10º Reggimento di fanteria di linea 10éme Régiment d'Infanterie de Ligne (1808–1811, trasferito in Spagna)[16]
- 20º Reggimento di fanteria di linea 20éme Régiment d'Infanterie de Ligne (1806–1811, trasferito in Navarra (Spagna))[17]
- 29º Reggimento di fanteria di linea 29éme Régiment d'Infanterie de Ligne (1806–1809, trasferito in Tirolo)[18]
- 42º Reggimento di fanteria di linea 42éme Régiment d'Infanterie de Ligne (1807–1809, disperso e trasferito in Spagna, Armata d'Italia e Austria)[19]
- 52º Reggimento di fanteria di linea 52éme Régiment d'Infanterie de Ligne (1806–1808, trasferito a nord all'Armata d'Italia)[20]
- 62º Reggimento di fanteria di linea 62éme Régiment d'Infanterie de Ligne (Invasione–1808, spostato a nord all'Armata d'Italia)[21]
- 81º Reggimento di fanteria di linea 81éme Régiment d'Infanterie de Ligne (1806–1808, trasferito alla Grande Armata)[22]
- 101º Reggimento di fanteria di linea 101ére Régiment d'Infanterie de Ligne (1805–1811, trasferito in Spagna)[23]
- 102º Reggimento di fanteria di linea 102éme Régiment d'Infanterie de Ligne (1803–1809, trasferito a nord all'Armata d'Italia)[24]
- 1º Reggimento di fanteria leggera 1ére Régiment d'Infanterie Légère (1806–1809, disperso nel 1807 e riunito nel 1809 in Spagna)[25]
- 14º Reggimento di fanteria leggera 14éme Régiment d'Infanterie Légère (1806–1812, si unì alla Grande Armata per la campagna di Russia)[26]
- 22º Reggimento di fanteria leggera 22éme Régiment d'Infanterie Légère (1806–1809, trasferito a nord all'Armata d'Italia)[27]
- 23º Reggimento di fanteria leggera 23éme Régiment d'Infanterie Légère (1807–1809 su operazioni antiguerriglia, trasferito alla Grande Armata)[27]
- 32º Reggimento di fanteria leggera 32éme Régiment d'Infanterie Légère (1805–1808, trasferito in Spagna)[28]

### Truppe ausiliarie
- Fanteria leggera corsa Fanteria Légère Corse (1809–1810, trasferita all'Esercito del Regno di Napoli)[29]
- Legione corsa Légion Corse (1802–1806, 1º e 2º battaglione trasferiti all'Esercito del Regno di Napoli, 3º divenne Tirailleurs corsi)

### Artiglieria
- 1º Reggimento di artiglieria a cavallo 1ére Régiment d'Artillerie à Cheval (1806–1809, trasferito alla Grande Armata)[30]
- Per la campagna del 1809:[31]
  - 2ª Compagnia del 2º Reggimento artiglieria a piedi 2éme Compagnie du 2éme Régiment d'Artillerie à Pied, a Monteleone
  - 3ª Compagnia del 2º Reggimento Artiglieria a piedi 3éme Compagnie du 2éme Régiment d'Artillerie à Pied, a Scilla
  - 6ª Compagnia del 2º Reggimento Artiglieria a piedi 6éme Compagnie du 2éme Régiment d'Artillerie à Pied, a Scilla
  - 19ª Compagnia del 2º Reggimento artiglieria a piedi 19éme Compagnie du 2éme Régiment d'Artillerie à Pied, a Capri
  - 22ª Compagnia del 2º Reggimento Artiglieria a piedi 22éme Compagnie du 2éme Régiment d'Artillerie à Pied, a Scilla